# Längdskidåkning vid olympiska vinterspelen 2010

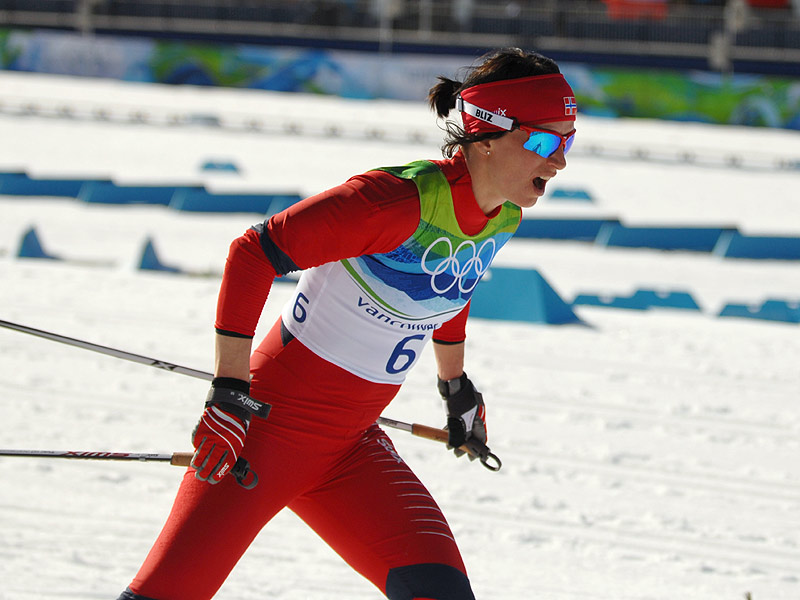
Marit Bjørgen från Norge vann flera medaljer under spelen.

Tävlingarna i längdskidåkning vid de olympiska vinterspelen 2010 hölls mellan den 15 och 28 februari 2010 i Vancouver, Kanada.

## Medaljörer

### Herrar
| Event                         | Guld                                                                    | Guld      | Silver                                                                      | Silver    | Brons                                                     | Brons     |
| 15 km fristil Detaljer...     | Dario Cologna Schweiz                                                   | 33:36,3   | Pietro Piller Cottrer Italien                                               | 34:00,9   | Lukáš Bauer Tjeckien                                      | 34:12,0   |
| Skiathlon Detaljer...         | Marcus Hellner Sverige                                                  | 1:15:11,4 | Tobias Angerer Tyskland                                                     | 1:15:13,5 | Johan Olsson Sverige                                      | 1:15:14,2 |
| 50 km klassiskt Detaljer...   | Petter Northug Norge                                                    | 2:05:35,5 | Axel Teichmann Tyskland                                                     | 2:05:35,8 | Johan Olsson Sverige                                      | 2:05:36,5 |
| 4 x 10 km stafett Detaljer... | Sverige Daniel Richardsson Johan Olsson Anders Södergren Marcus Hellner | 1:45:05,4 | Norge Martin Johnsrud Sundby Odd-Bjørn Hjelmeset Lars Berger Petter Northug | 1:45:21,3 | Tjeckien Martin Jakš Lukáš Bauer Jiří Magál Martin Koukal | 1:45:21,9 |
| Sprint Detaljer...            | Nikita Krjukov Ryssland                                                 | 3:36,3    | Aleksandr Panzjinskij Ryssland                                              | 3:36,3    | Petter Northug Norge                                      | 3:45,5    |
| Sprintstafett Detaljer...     | Norge Øystein Pettersen Petter Northug                                  | 19:01,0   | Tyskland Tim Tscharnke Axel Teichmann                                       | 19:02,3   | Ryssland Nikolaj Morilov Aleksej Petuchov                 | 19:02,5   |

### Damer
| Event                        | Guld                                                                       | Guld      | Silver                                                                       | Silver    | Brons                                                                         | Brons     |
| 10 km fristil Detaljer...    | Charlotte Kalla Sverige                                                    | 24:58,4   | Kristina Šmigun-Vähi Estland                                                 | 25:05,0   | Marit Bjørgen Norge                                                           | 25:14,3   |
| Skiathlon Detaljer...        | Marit Bjørgen Norge                                                        | 39:58,1   | Anna Haag Sverige                                                            | 40:07,0   | Justyna Kowalczyk Polen                                                       | 40:07,4   |
| 30 km klassiskt Detaljer...  | Justyna Kowalczyk Polen                                                    | 1:30:33,7 | Marit Bjørgen Norge                                                          | 1:30:34,0 | Aino-Kaisa Saarinen Finland                                                   | 1:31:38,7 |
| 4 x 5 km stafett Detaljer... | Norge Vibeke Skofterud Therese Johaug Kristin Størmer Steira Marit Bjørgen | 55:19,5   | Tyskland Katrin Zeller Evi Sachenbacher-Stehle Miriam Gössner Claudia Nystad | 55:44,1   | Finland Pirjo Muranen Virpi Kuitunen Riitta-Liisa Roponen Aino-Kaisa Saarinen | 55:49,9   |
| Sprint Detaljer...           | Marit Bjørgen Norge                                                        | 3:39,2    | Justyna Kowalczyk Polen                                                      | 3:40,3    | Petra Majdič Slovenien                                                        | 3:41,0    |
| Sprintstafett Detaljer...    | Tyskland Evi Sachenbacher-Stehle Claudia Nystad                            | 18:03,7   | Sverige Charlotte Kalla Anna Haag                                            | 18:04,2   | Ryssland Irina Chazova Natalja Korosteljova                                   | 18:07,7   |

## Medaljtabell
| Pl. | Nation    | Guld | Silver | Brons | Totalt |
| --- | --------- | ---- | ------ | ----- | ------ |
| 1   | Norge     | 5    | 2      | 2     | 9      |
| 2   | Sverige   | 3    | 2      | 2     | 7      |
| 3   | Tyskland  | 1    | 4      | 0     | 5      |
| 4   | Ryssland  | 1    | 1      | 2     | 4      |
| 5   | Polen     | 1    | 1      | 1     | 3      |
| 6   | Schweiz   | 1    | 0      | 0     | 1      |
| 7   | Estland   | 0    | 1      | 0     | 1      |
| 8   | Italien   | 0    | 1      | 0     | 1      |
| 9   | Tjeckien  | 0    | 0      | 2     | 2      |
| 10  | Finland   | 0    | 0      | 2     | 2      |
| 11  | Slovenien | 0    | 0      | 1     | 1      |
|     | Totalt    | 12   | 12     | 12    | 36     |